# دان جانسون
دان جانسون (انگلیسی: Don Johnson؛ زاده ۱۵ دسامبر ۱۹۴۹) خواننده و هنرپیشه اهل ایالات متحده آمریکا است. وی از سال ۱۹۶۹ میلادی تاکنون مشغول فعالیت بوده‌است همچنین وی پدر داکوتا جانسون می‌باشد. از فیلم‌هایی که وی در آن نقش داشته‌است می‌توان به ماشته، جنگوی آزادشده، پسری با سگش، هنگامی که در رم، جام کوچک، رقص قلبهای مهربان، خداحافظ عاشق، باشگاه کتاب: فصل بعدی و پست‌فطرت‌ها اشاره کرد.

## حرفه موسیقی
جانسون در دهه ۱۹۸۰ دو آلبوم موسیقی پاپ را منتشر کرد. Heartbeat در سال ۱۹۸۶ منتشر شد. Let it Roll هم در سال ۱۹۸۹ در اختیار مخاطبان قرار گرفت. تک آهنگ او به نام "Heartbeat" به جایگاه پنجم در جدول ۱۰۰ آهنگ بیلبورد هات دست یافت. =